# Bordella
Pour plus de détails, voir Fiche technique et Distribution.
Bordella, parfois commercialisé sous le titre La Cage aux minets, est un film italien réalisé par Pupi Avati, sorti en 1976.

## Synopsis
Sous l'impulsion d'Henry Kissinger, une multinationale américaine décide d'ouvrir à Milan une maison close pour les femmes en quête d'amour et envoie sur place l'un des parrains de l'industrie du sexe de New York, Eddie Mordace. Ce dernier embauche successivement Simbad, un gigolo, Adonis, un boxeur raté, Ugolin, un aristocrate qui apprend les bonnes manières à ses collègues, et Ivanoe, un violeur tout juste libéré de prison.
En dépit de quelques difficultés de démarrage et quelques problèmes d'adaptation, l'entreprise obtient du succès, aussi l'Amérique récompensera-t-elle Mordace pour sa fortune considérée comme une réussite à l'américaine.

## Fiche technique
- Titre original : Bordella
- Titre français : Bordella ou La Cage aux minets[1]
- Réalisation : Pupi Avati
- Scénario : Pupi Avati, Gianni Cavina, Antonio Avati, Maurizio Costanzo
- Photographie : Erico Menczer
- Musique : Amedeo Tommasi
- Producteur : Gianni Minervini
- Chorégraphie : Guido Josia
- Genre : Comédie satirique
- Pays de production :  Italie
- Durée : 100 minutes
- Dates de sortie :
  - Italie : 23 janvier 1976

## Distribution
- Gigi Proietti : Ivano (Ivanoe) Zuccoli
- Christian De Sica : le comte Ugolino Facchini
- Al Lettieri : Eddie Mordace
- Gianni Cavina :  Adonis Tonti
- Vincent Gardenia : Mr. Chips, l'homme invisible
- Taryn Power : Olimpia
- George Eastman :  Luciano alias "Sinbad"
- Vladek Sheybal : Francesco
- Maurizio Bonuglia : Gualtiero
- Rosemarie Lindt :  la femme de Gualtiero
- Elisa Mainardi :  Luciana Muccioli
- Elvira Cortese : la mère d'Ugino déguisée en amiral
- Tiziana Pini
- Alida Cappellini
- Greta Vaillant
- Richard Nixon : lui-même (images d'archives)
- Henry Kissinger : lui-même (images d'archives)

## Autour du film
- Le film utilise des images d'archives impliquant Henry Kissinger et Richard Nixon, mais en détournant leur propos.
- Le film est dédié à la mémoire de l'acteur Al Lettieri, connu pour l'interprétation de Sollozzo dans le film de Francis Ford Coppola, Le Parrain, décédé subitement peu de temps après la fin du tournage.